# باري مورس
باري مورس (بالإنجليزية:Barry Morse) ، ممثل بريطاني كندي ، من مواليد 10 يونيو 1918 ، وتوفي في 2 فبراير 2008 ، شارك في الفيلم الشهير قصة مدينتين .

## وصلات خارجية
- The Official Barry Morse Website
- Destination: Moonbase Alpha - The Unofficial and Unauthorised Guide to Space: 1999
- The Actors' Fund of Canada
- Canadian Theatre Encyclopedia - Barry Morse
- Obituary, The Globe and Mail
- باري مورس على موقع IMDb (الإنجليزية)
- باري مورس على موقع ألو سيني (الفرنسية)
- باري مورس على موقع أول موفي (الإنجليزية)
- باري مورس على موقع قاعدة بيانات برودواي على الإنترنت (الإنجليزية)
- باري مورس على موقع قاعدة بيانات برودواي على الإنترنت (الإنجليزية)
- باري مورس على موقع قاعدة بيانات الأفلام السويدية (السويدية)
- باري مورس على موقع إن إن دي بي (الإنجليزية)
- باري مورس على موقع قاعدة بيانات الفيلم (الإنجليزية)
- باري مورس على موقع كينوبويسك (الروسية)